# Anolis chrysolepis
Anolis chrysolepis is een hagedis uit de familie anolissen (Dactyloidae).

## Naam en indeling
De soort werd voor het eerst wetenschappelijk beschreven door André Marie Constant Duméril en Gabriel Bibron in 1837. Later werd de naam Draconura chrysolepis gebruikt. Vroeger werden verschillende ondersoorten erkend, die tegenwoordig echter als aparte soorten worden gezien. Een voorbeeld is de voormalige ondersoort Anolis chrysolepis scypheus, die nu als de soort Anolis scypheus te boek staat.

## Uiterlijke kenmerken
Mannetjes bereiken een totale lichaamslengte van ongeveer 18 centimeter (kopromp-lengte 5,5 tot 6,5 cm). De vrouwtjes worden groter tot ongeveer 190 centimeter (kopromplengte 6 tot 7 cm). De lichaamskleur is bruin met grillige lichtere strepen. Mannetjes hebben een blauwe keelwam met vlekjes, vrouwtjes hebben een gele keelwam. De hechtlamellen onder de poten zijn relatief slecht ontwikkeld.

## Levenswijze
Op het menu staan kleine ongewervelden zoals insecten. Als een prooi wordt beslopen kronkelt de anolis met zijn staart. De vrouwtjes zetten eieren af in de bodem. Deze komen na twee tot 2,5 maanden uit. De jonge dieren zijn ongeveer 2,6 centimeter lang exclusief de staart. Ze lijken al direct op de volwassen exemplaren.

## Verspreiding en habitat
De soort komt voor in delen van Zuid-Amerika en leeft in de landen Brazilië, Frans-Guyana, Guyana en Suriname.